# Sympetalandra schmutzii
Sympetalandra schmutzii é uma espécie vegetal da família Fabaceae.
Apenas pode ser encontrada na Indonésia.